# Budd Goodwin
Leo Joseph Goodwin, detto Budd (New York, 13 novembre 1883 – New York, 25 maggio 1957), è stato un pallanuotista, nuotatore e tuffatore statunitense.

## Carriera
Partecipò alle gare di nuoto, di tuffi e di pallanuoto della III Olimpiade di St. Louis del 1904 e vinse tre medaglie, di cui due d'oro e una di bronzo. Vinse la gara della staffetta 4x50 iarde stile libero, con la squadra del New York Athletic Club, con un tempo totale di 2'04"6, e il torneo olimpico di pallanuoto, sempre con il New York Athletic Club, battendo il finale per 6-2 il Chicago Athletic Association.
La medaglia di bronzo arrivò dai tuffi per distanza, percorrendo 17,37 metri, preceduto dagli statunitensi Bill Dickey e Edgar Adams. Prese parte anche alla gara delle 50 iarde stile libero, arrivando quinto, alle 100 iarde stile libero, classificandosi sesto, e alle 440 iarde stile libero, arrivando quarto.
Partecipò anche alle gare di nuoto della IV Olimpiade, che si tenne a Londra nel 1908. Vinse una medaglia di bronzo, con la squadra statunitense, nei staffetta 4 x 200m stile libero, in 11'02"8. Prese parte anche alla gara dei 400 metri stile libero, classificandosi terzo in semifinale.

## Palmarès

### Pallanuoto
- Oro ai Giochi olimpici di Saint Louis 1904

### Nuoto
- Oro ai Giochi olimpici di Saint Louis 1904 nella staffetta 4x50 iarde stile libero
- Bronzo ai Giochi olimpici di Londra 1908 nella 4x200 metri stile libero

### Tuffi
- Bronzo ai Giochi olimpici di Saint Louis 1904 nei tuffi per distanza